# Sundsholm, Västerviks kommun
Sundsholm är en herrgård i Gladhammars socken i Västerviks kommun.

## Historik
Sundsholm har gamla anor som frälsegods och hette tidigare Maråker, på grund av sitt läge vid sjön Maren. Enligt en lokal sägen skall dock namnet i stället komma från en vikingahövding Marung som stupade i strid med en granne Samsung och begrovs i en ekhage i anslutning till gården, där ett gravfält finns.
Godset drogs in till kronan vid reduktionen, och köptes senare av släkten Cederbaum. Efter att ha tillhört olika ägare såldes Sundsholm av Jonas Jonsson till Emil Key år 1847. Emil Key drev 1865-1872 en lantbruksskola vid Sundsholm; samtidigt drev hustrun Sophie en lanthushållsskola för unga flickor där. Han drev dock många mindre lyckade projekt och tvingades efterhand arrendera ut Sundsholm, och efter en konkurs 1880 tvingades han sälja godset.
Sundsholms gods drevs under några år vidare som bolag av sonen Mac Key, men 1888 såldes det. Författaren och pedagogen Ellen Key växte upp på Sundsholm och uttryckte senare i livet en stor saknad över att familjen tvingats lämna gården.